# Mount Feather
Mount Feather ist ein 3010 m hoher und massiger Berg mit einem breiten, abgeflachten Gipfel im ostantarktischen Viktorialand. Er markiert das südliche Ende der Quartermain Mountains. 
Benannt ist er nach Thomas Alfred Forster „Taff“ Feather (1869–1943), Bootsmann bei der Royal Navy und Teilnehmer der Discovery-Expedition (1901–1904) unter der Leitung des britischen Polarforschers Robert Falcon Scott, der Scott 1903 auf einem Erkundungsmarsch in die Bergregion Viktorialands begleitet hatte. 